# いずみおおつCITY

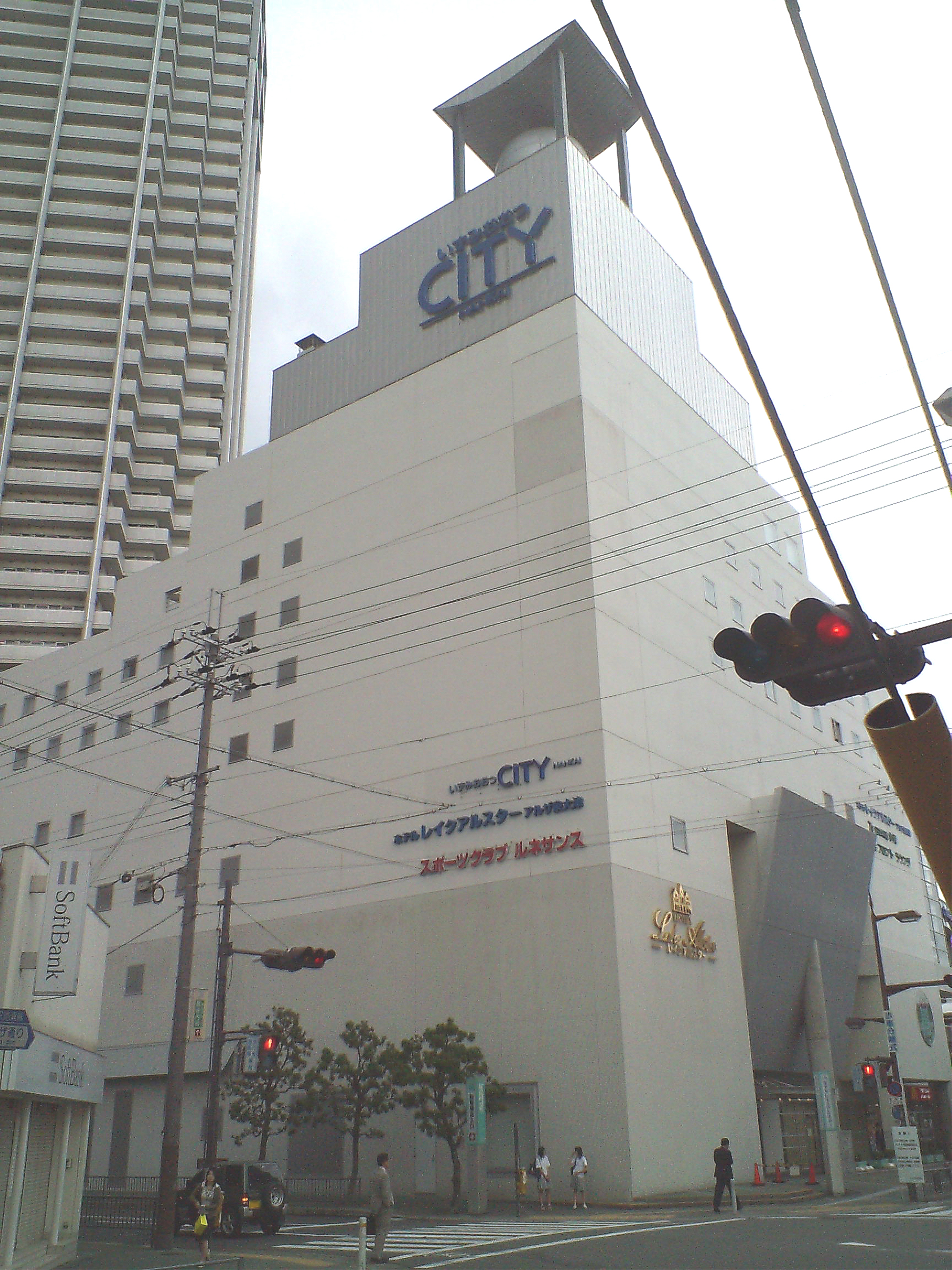
いずみおおつCITY
大阪府泉大津市旭町18-3

いずみおおつCITY（いずみおおつシティ）は、大阪府泉大津市旭町にある南海電鉄グループのショッピングモール。

## 概要
1994年9月30日、南海本線泉大津駅東側の複合都市施設アルザ泉大津内にオープンした。店舗面積約2,600㎡、店舗数約20店舗。

## 主なテナント
- ノムラクリーニング
- 水嶋書房
- プロムナードカフェ
- アルヘイム
- セリア
- 青木松風庵
- ヤマハ音楽教室

## アルザ泉大津
いずみおおつCITYは、隣接している下記の施設と共にアルザ泉大津を構成している。このうちホテル棟とアルザ棟は、アルザ通りを挟んで左右対称の姿をしている。なお、ホテル棟の外壁には「いずみおおつCITY」の文字が大きく書かれているのであるが、その建物自体はCITYではない。
- アルザタウン
- ホテルレイクアルスターアルザ泉大津（2004年9月末まではリーガホテルアルザ泉大津。隣接する泉北郡忠岡町に本社を置き、大阪市内にて服飾卸事業を展開する「カワサキ」が同ホテルを買収し、同社のブランド名である「レイクアルスター」に改称した。）
- アルザタワーズ（グリーンタワー・ブルータワー）

## 系列施設
- CITY
  - なんばCITY
- なんばパークス
- プラットプラット
- キーノ和歌山

## アクセス
- 南海本線 泉大津駅東出口すぐ
- 南海バス 泉大津駅前下車すぐ